# دون أندرسون
دون أندرسون (بالإنجليزية: Don L. Anderson)‏ هو عالم أمريكي في مجال علم الزلازل، فيزياء الأرض ولد في 5 مارس 1933 في ماريلاند، اشتهر بعمله في نظرية الصفائح التكتونية، علم الزلازل حائز على جائزة قلادة العلوم الوطنية الأمريكية.

## وصلات خارجية
- الموقع الرسمي لجائزة قلادة العلوم الوطنية الأمريكية